# Hans Heinrich Muchow
Hans Heinrich Muchow (* 3. April 1900 in Hamburg; † 30. November 1981) war ein deutscher Psychologe und Pädagoge.

## Leben
Muchow wurde 1900 als Sohn eines Zollinspektors in Hamburg geboren. Nach dem Besuch des Heinrich-Hertz-Realgymnasiums in Hamburg studierte er Psychologie, Pädagogik, Philosophie, Geschichte, Kunstgeschichte und Germanistik in Hamburg und München. 1923 legte er sein Staatsexamen ab und trat in den Schuldienst der Freien und Hansestadt Hamburg. Seine Staatsexamensarbeit schrieb er Über den Begriff des Unbewussten in der Psychoanalyse Sigmund Freuds. Am 24. Juni 1937 beantragte er die Aufnahme in die NSDAP und wurde rückwirkend zum 1. Mai desselben Jahres aufgenommen (Mitgliedsnummer 4.605.663). Zuletzt war er als Oberstudienrat an einem Gymnasium in Hamburg sowie als Leiter einer Erziehungsberatungsstelle tätig.
Als Psychologe befasste er sich insbesondere mit der Psychologie, der Sexualreife sowie der Sozialstruktur der Jugend sowie Fragen zum Zeitgeist, zu sexuell übertragbaren Erkrankungen und Geschlechtserziehung. Diese Arbeiten und Forschungsergebnisse hielt er in zahlreichen Fachbüchern sowie Artikeln in Fachzeitschriften fest. Zu seinen bekanntesten Veröffentlichungen gehören:
- Flegeljahre, 1950
- Jugend im Wandel, 1953
- Die Schule ist tot, es lebe die Schule!, 1956
- Sexualreife und Sozialstruktur der Jugend, 1959[8]
- Jugend und Zeitgeist. Morphologie der Kulturpubertät. Reinbek bei Hamburg 1962.
- Das geht Dich an!, 1963
- Jugendgenerationen im Wandel der Zeit, 1964
- Über den Quellenwert der Autobiografie für die Zeitgeistforschung. In: Zeitschrift für Religions- und Geistesgeschichte, 1966, S. 299–310.

Einige Werke wie Sexualreife und Sozialstruktur der Jugend und Flegeljahre erschienen auch in portugiesischer und spanischer Übersetzung unter den Titeln Juventude e desenvolvimento sexual em sociedade (1967) und La edad de las travesuras (1969).
Muchow war der jüngere Bruder der 1933 an den Folgen eines Suizidversuchs verstorbenen Psychologin Martha Muchow. Er gab 1935 deren wichtigstes Buch Der Lebensraum des Großstadtkindes heraus. 1949 veröffentlichte er mit Aus der Welt des Kindes ein weiteres Buch seiner Schwester Martha Muchow.